# Arrondissement du Marin
Arrondissement du Marin är ett av Martiniques fyra arrondissement. Det ligger i den södra delen av Martinique. Huvudort, sous-préfecture, är Le Marin.
Området består av tolv kommuner: 
- Le Marin
- Les Anses-d'Arlet
- Le Diamant
- Ducos
- Le François
- Rivière-Pilote
- Rivière-Salée
- Sainte-Anne
- Sainte-Luce
- Saint-Esprit
- Les Trois-Îlets
- Le Vauclin